# Aldein
Aldein (wł. Aldino) – miejscowość i gmina we Włoszech, w regionie Trydent-Górna Adyga, w prowincji Bolzano.
Liczba mieszkańców gminy wynosiła 1658 (dane z roku 2009). Język niemiecki jest językiem ojczystym dla 98,38%, włoski dla 1,37%, a ladyński dla 0,25% mieszkańców (2001).